# Santa Restituta (Avigliano Umbro)
Santa Restituta ist eine Fraktion (italienisch frazione) der italienischen Gemeinde Avigliano Umbro in der Provinz Terni in Umbrien.

## Geografie
Der Ort liegt etwa 7 km westlich des Hauptortes Avigliano Umbro, etwa 25 km nordwestlich der Provinzhauptstadt Terni und etwa 50 km südlich der Regionalhauptstadt Perugia. Der Ort liegt bei 581 m s.l.m. und hatte 2001 21 Einwohner, 2011 waren es 20 Einwohner. Nächstgelegener Ort ist Toscolano, ca. 1,5 km nördlich, der ebenfalls Ortsteil von Avigliano Umbro ist. Die Kirchen von Santa Restituta gehören zum Bistum Orvieto-Todi.

## Geschichte
Erstmals erwähnt wird Santa Restituta, als der Ort 1220 von den Herren von Baschi an die Grafschaft Todi ging.

## Sehenswürdigkeiten
- Santa Restituta, Kirche, die oberhalb des Ortes innerhalb der Wehranlagen liegt. Sie entstand wahrscheinlich aus dem Palazzo del Capitano del Popolo di Todi und war zunächst unter dem Namen Santa Maria Novella bekannt. Am 3. Mai 1627 wurde sie von Ludovico Cenci, dem Bischof von Todi, unter dem heutigen Namen geweiht.[4]
- San Luigi Gonzaga, Kirche kurz außerhalb der Wehrmauern, die 1709 als Maria Santissima del Meschino entstand. Trägt seit 1746 den heutigen Namen.[5]
- San Michele, Kirche am Friedhof, entstand im 13. Jahrhundert.[6]
- Centro per la Civiltà del Castagno, Kastanienmuseum in der alten Schule.[3]
- Grotta bella (dt. Schöne Grotte), ca. 2 km südöstlich von Santa Restituta. Entdeckt wurde die Grotte 1902.[7]

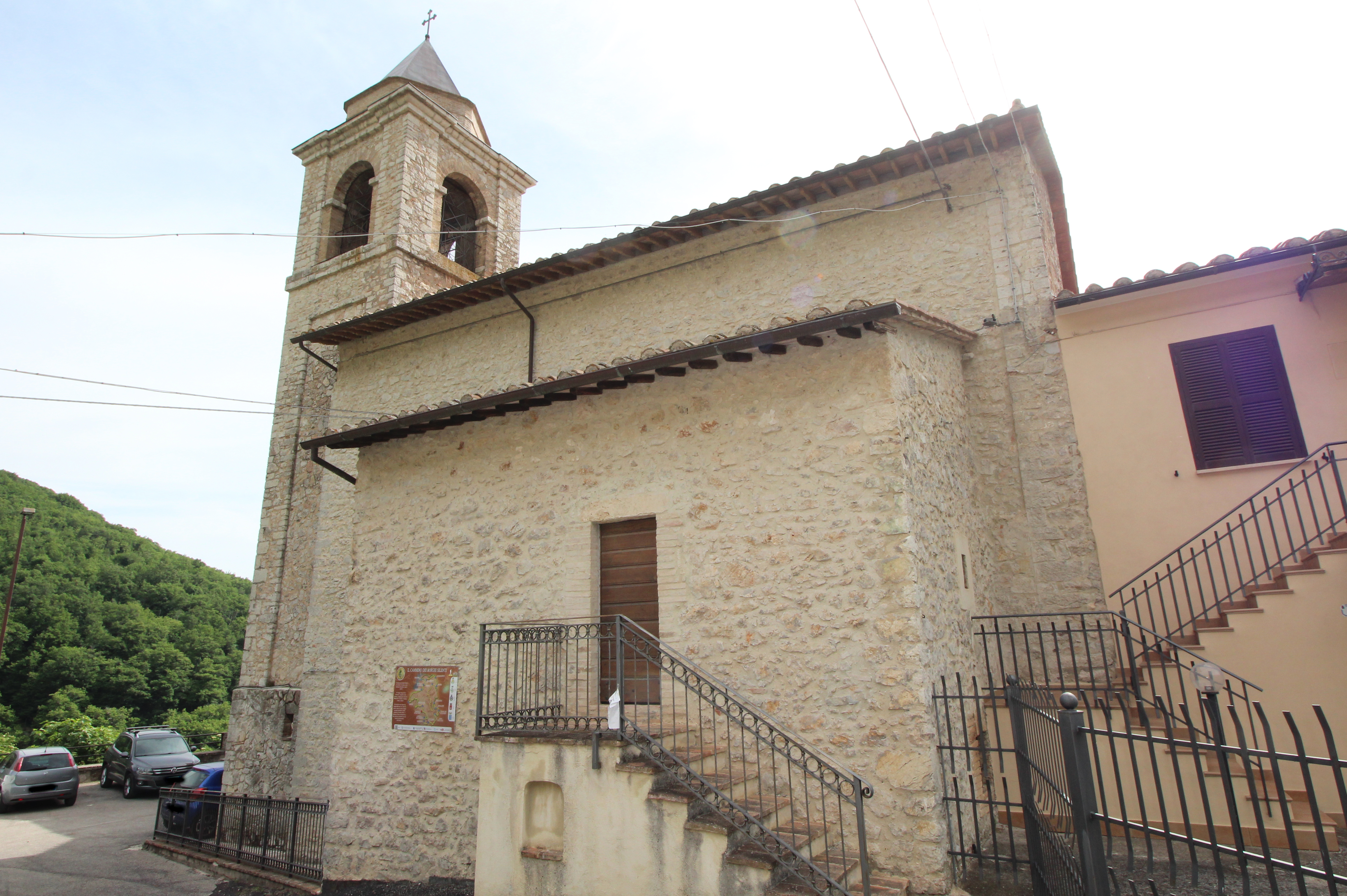
Santa Restituta
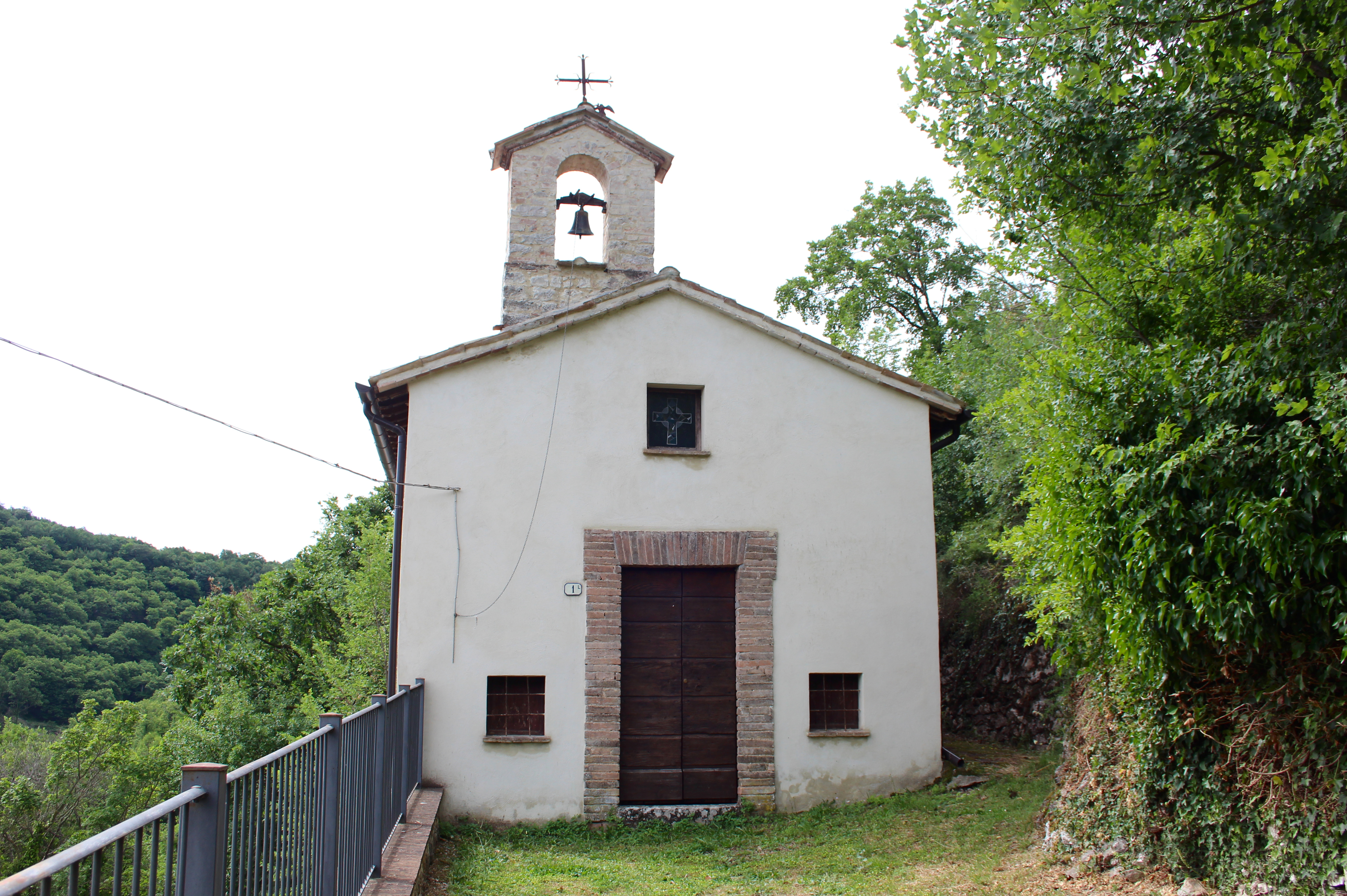
San Luigi Gonzaga
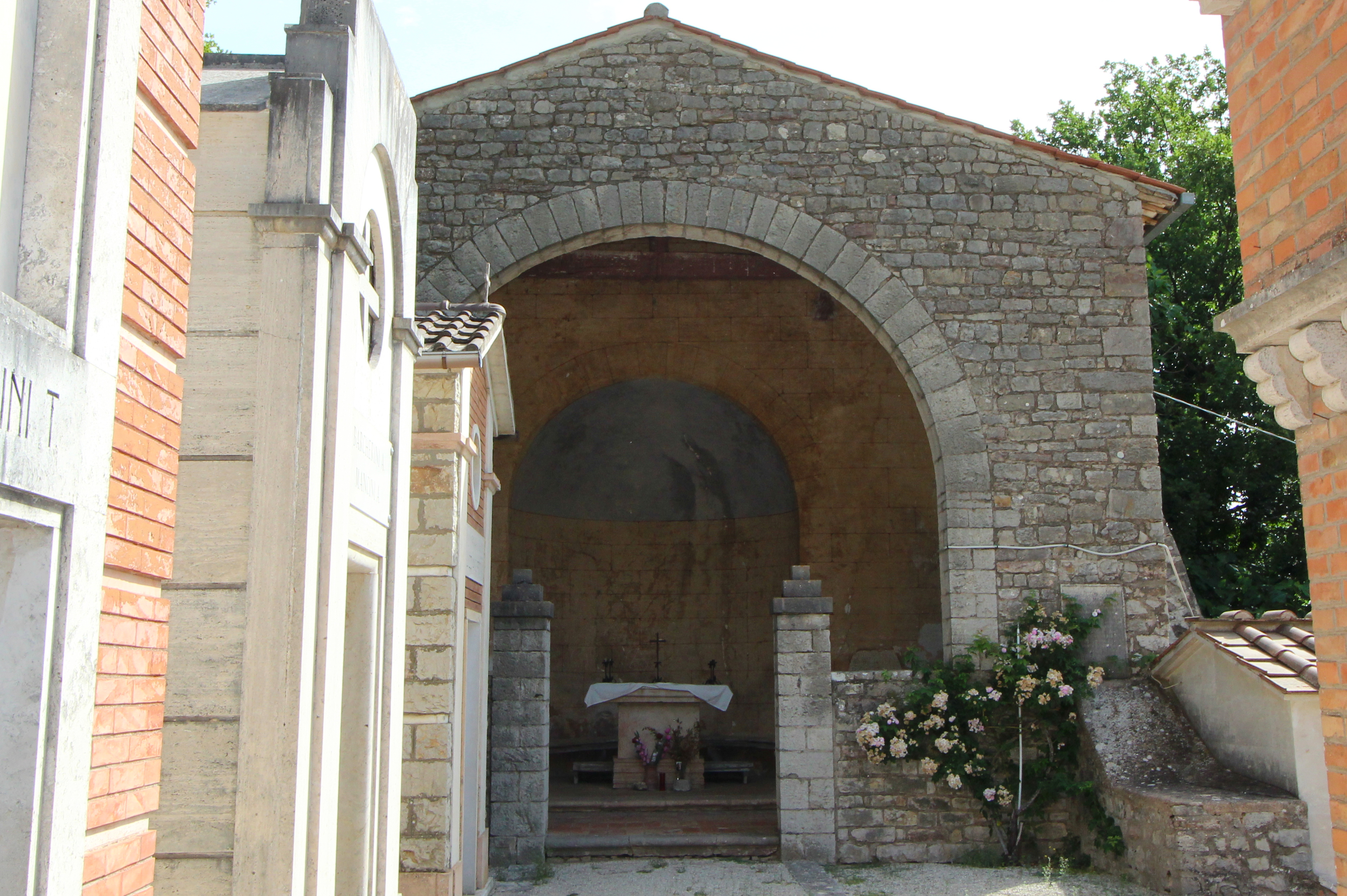
San Michele
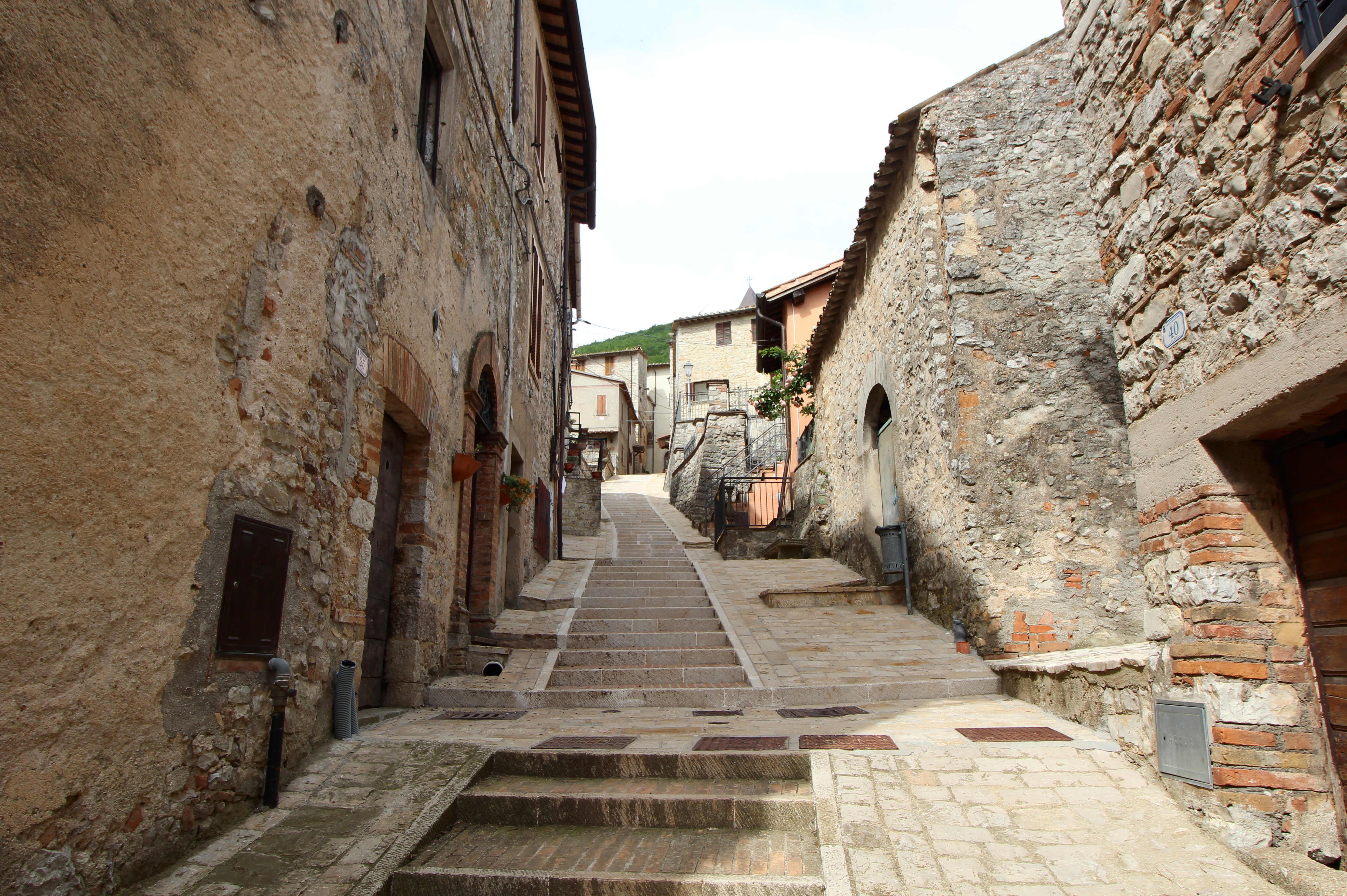
Straße im Borgo
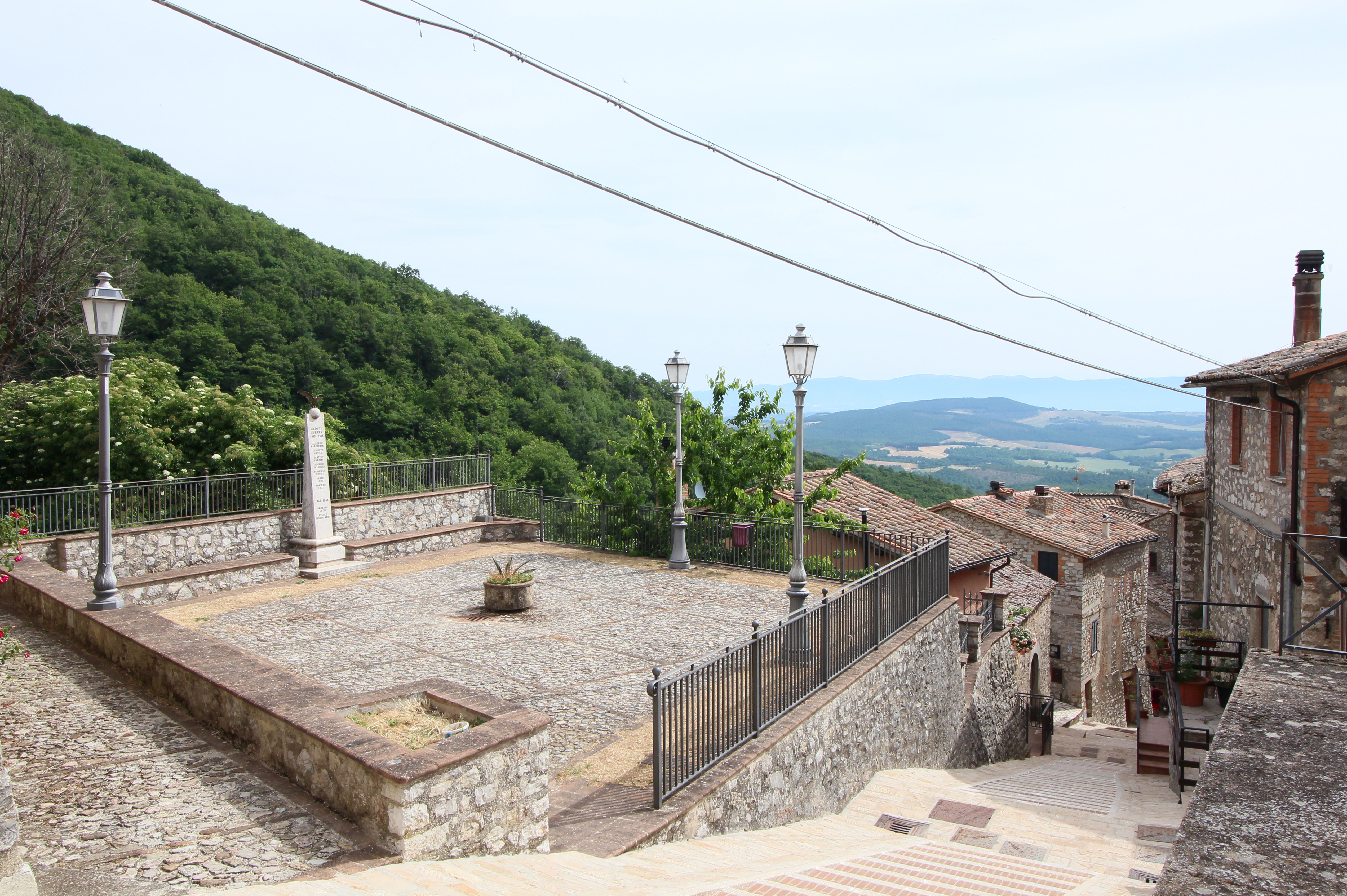
Gefallenendenkmal im Borgo